# Bestial Warlust
Bestial Warlust – blackmetalowy zespół utworzony w Melbourne, Australia, w 1993 roku. Zespół początkowo nosił nazwę Corpse Molestation i pod tą nazwą grał brutal death metal. Muzykę w tym stylu umieścili na pięciu demach i jednej kompilacji demo. Teksty poruszają tematykę śmierci, wojny i bluźnierstwa. Członkowie grupy używali również pseudonimów, aby ukryć swą prawdziwą tożsamość. Są również jednymi z pionierów black metalu w Australii. Nagrali dwa albumy w stylu black/deathmetalowym, zanim doszło do zamknięcia działalności zespołu. Styl ten był wzorowany na takich zespołach jak Sarcófago, Beherit, Bathory, Blasphemy, Sodom czy Immortal.

## Historia
W Australii w połowie 1990 wydany został Fisting the Dead grupy Blood Duster oraz kilka innych wydawnictw znaczących grup z kraju, takich jak Abominator, Deströyer 666 czy Bestial Warlust. Brzmiały one, jakby naśladowały wczesne dokonania deathmetalowych grup, takich jak Possessed czy Morbid Angel. Bestial Warlust powstał jako brutal deathmetalowy zespół Corpse Molestation, po czym zmienił nazwę na Bestial Warlust w 1993. Zespół ten jest uznawany za jeden z najważniejszy w historii australijskiego black metalu. Po rozpadzie Bestial Warlust wielu z członków przeszło do Deströyer 666.

## Muzycy

### Ostatni znany skład zespołu
- Damon (Bloodstorm) Burr − śpiew
- Markus (Hellcunt) – perkusja
- Jordy (Joe Skullfucker) – gitara

### Byli członkowie zespołu
- Battleslaughter − gitara
- Chris Corpsemolester − gitara basowa
- Phil (Bullet Eater) Gresik − gitara basowa
- Keith (K.K. Warslut) − gitara
- Chris Masochist − gitara
- Marauder − gitara

## Dyskografia

### Albumy Live
- Storming Bestial Legions - Live '96 (2017)

### Albumy studyjne
- Vengeance War Till Death (1994)
- Blood & Valour (1995)

### Albumy demo
- Promo 1995 (1995)
- Satan's Fist (1996)

### Różne
- Headbangers Against Disco Vol. 1 (Split z: Sabbat, Gehennah i Infernö, 1997)